# Pluto och sjölejonet
Pluto och sjölejonet (engelska: Rescue Dog) är en amerikansk animerad kortfilm med Pluto från 1947.

## Handling
Pluto är räddningshund i Alperna utrustad med konjakskagge. En liten sälunge tycker att konjakskaggen är rolig, något som Pluto däremot tycker är störande. När Pluto senare råkar gå genom isen är det han själv som behöver hjälp.

## Om filmen
Filmen hade svensk premiär den 18 oktober 1948 och visades på biografen Spegeln i Stockholm.
Filmen finns utgiven på DVD och Blu-Ray.

## Rollista
- Pinto Colvig – Pluto[7]